# Tensor métrico

Paraboloide de Flamm (solución exterior de Schwarzschild).

En geometría de Riemann, el tensor métrico es un tensor de rango 2 que se utiliza para definir conceptos métricos como distancia, ángulo y volumen en un espacio localmente euclídeo.

## Definición
Una vez que se elige una base local, el tensor métrico aparece como una matriz, denotada convencionalmente como g (véase también métrica). La notación gij se utiliza convencionalmente para las componentes del tensor. Así el tensor métrico g se expresa fijada una base coordenada como:

{\displaystyle g=\sum _{i,j=1}^{n}g_{ij}\ dx^{i}\otimes dx^{j}\qquad \qquad g={\begin{pmatrix}g_{11}&g_{12}&...&g_{1n}\\g_{21}&g_{22}&...&g_{2n}\\\vdots &\vdots &\vdots &\vdots \\g_{n1}&g_{n2}&...&g_{nn}\end{pmatrix}}}

O más cómodamente usando el convenio de sumación de Einstein (que usaremos de aquí en adelante para el resto del artículo como):

{\displaystyle g=g_{ij}\ dx^{i}\otimes dx^{j}\,}

En física es muy común escribir la métrica como el cuadrado del elemento de línea, dado que el tensor es simétrico la notación física es equivalente a la notación anterior:

{\displaystyle ds^{2}=g_{ij}\ dx^{i}dx^{j}\,}

## Longitud, ángulo y volumen
La longitud de un segmento de una curva dada parametrizada por {\displaystyle t\,}, desde {\displaystyle a\,} hasta {\displaystyle b\,}, se define como:

{\displaystyle L=\int _{a}^{b}{\sqrt {g_{ij}{\dot {x}}^{i}{\dot {x}}^{j}}}\ dt}

El ángulo entre dos vectores U y V (o entre dos curvas cuyos vectores tangentes U y V ) se define como:

{\displaystyle \cos \theta ={\frac {g_{ij}U^{i}V^{j}}{\sqrt {\left|g_{ij}U^{i}U^{j}\right|\left|g_{ij}V^{i}V^{j}\right|}}}}

El n-volumen de una región R de una variedad de dimensión n viene dado por la integral extendida a dicha región de la n-forma de volumen:

{\displaystyle V_{R}=\int _{R}{\sqrt {|g|}}\ dx^{1}\land dx^{2}\land ...\land dx^{n}}

Para computar el tensor métrico de un conjunto de ecuaciones que relacionan el espacio con espacio cartesiano (gij = ηij: vea delta de Kronecker para más detalles), compute el jacobiano del conjunto de ecuaciones, y multiplique el (producto exterior) traspuesto de ese jacobiano por el jacobiano. 

{\displaystyle G=J^{T}J\,}

## Ejemplos de métricas euclídeas
Una métrica euclídea no es otra cosa que una métrica arbitraria definida sobre un espacio euclídeo. Un espacio métrico es euclídeo si en el tensor de curvatura es idénticamente nulo en todo el espacio. Cuando se usan coordenadas cartesianas en un espacio euclídeo las componentes del tensor métrico son constantes y, por tanto, los símbolos de Christoffel son también nulos. Sin embargo, en muchos problemas conviene usar otro tipo de coordenadas, como por ejemplo las coordenadas polares, cilíndricas o esféricas, en este caso aun cuando el espacio es euclídeo las componentes del tensor métrico expresado en estas coordenadas no son constantes, y los símbolos de Christoffel no se anulan. A continuación se dan algunos ejemplos de coordenadas frecuentes.
Los sistemas de coordenadas ortogonales se caracterizan porque en esos el tensor métrico tiene una forma diagonal. A continuación se presentan ejemplos de métricas para un espacio euclídeo, el hecho de que el espacio es localmente euclídeo queda reflejado en que el tensor de curvatura calculado para todas las métricas que siguen es idénticamente nulo.

### Coordenadas cartesianas
Dado un tensor métrico euclidiano en dos dimensiones, dado en coordenadas cartesianas {\displaystyle \scriptstyle (u^{1},u^{2})=(x,y)}: 

{\displaystyle G={\begin{bmatrix}1&0\\0&1\end{bmatrix}}}

Puesto que {\displaystyle g_{11}\ =g_{22}\ =1} y {\displaystyle g_{12}\ =g_{21}\ =0}. De acuerdo con la notación de la Delta de Kronecker podemos expresarlo como {\displaystyle g_{ij}\ =\delta _{ij}}.
La longitud de una curva C parametrizada mediante el parámetro t se reduce a la fórmula familiar del cálculo (teorema de Pitágoras):

{\displaystyle L_{C}=\int _{C}{\sqrt {\sum _{i,j}g_{ij}du^{i}du^{j}}}=\int _{t_{1}}^{t_{2}}{\sqrt {\sum _{i,j}g_{ij}{\frac {du^{i}}{dt}}{\frac {du^{j}}{dt}}}}\ dt=\int _{t_{1}}^{t_{2}}{\sqrt {1{\frac {du^{1}}{dt}}{\frac {du^{1}}{dt}}+0{\frac {du^{1}}{dt}}{\frac {du^{2}}{dt}}+0{\frac {du^{2}}{dt}}{\frac {du^{1}}{dt}}+1{\frac {du^{2}}{dt}}{\frac {du^{2}}{dt}}}}\ dt}

o bien en la notación más familiar:

{\displaystyle L_{C}=\int _{C}{\sqrt {dx^{2}+dy^{2}}}=\int _{t_{1}}^{t_{2}}{\sqrt {\left({\frac {dx}{dt}}\right)^{2}+\left({\frac {dy}{dt}}\right)^{2}}}\ dt}

### Coordenadas polares
Coordenadas polares: {\displaystyle (u^{1},u^{2})=(r,\phi )}

{\displaystyle G={\begin{bmatrix}1&0\\0&(u^{1})^{2}\end{bmatrix}}={\begin{bmatrix}1&0\\0&r^{2}\end{bmatrix}}}

{\displaystyle L=\int _{a}^{b}{\sqrt {g_{11}{\text{d}}u^{1}{\text{d}}u^{1}+g_{22}{\text{d}}u^{2}{\text{d}}u^{2}}}}
{\displaystyle L=\int _{a}^{b}{\sqrt {({\text{d}}r)^{2}+r^{2}({\text{d}}\phi )^{2}}}}

### Coordenadas cilíndricas
Coordenadas cilíndricas: {\displaystyle (u^{1},u^{2},u^{3})=(r,\phi ,z)}
{\displaystyle G={\begin{bmatrix}1&0&0\\0&r^{2}&0\\0&0&1\end{bmatrix}}={\begin{bmatrix}1&0&0\\0&(u^{1})^{2}&0\\0&0&1\end{bmatrix}}}
{\displaystyle L=\int _{a}^{b}{\sqrt {g_{11}{\text{d}}u^{1}{\text{d}}u^{1}+g_{22}{\text{d}}u^{2}{\text{d}}u^{2}+g_{33}{\text{d}}u^{3}{\text{d}}u^{3}}}}
{\displaystyle L=\int _{a}^{b}{\sqrt {({\text{d}}r)^{2}+r^{2}({\text{d}}\phi )^{2}+({\text{d}}z)^{2}}}}

### Coordenadas esféricas
Coordenadas esféricas: {\displaystyle (x^{1},x^{2},x^{3})=(r,\theta ,\phi )}
{\displaystyle G={\begin{bmatrix}1&0&0\\0&(x^{1})^{2}&0\\0&0&(x^{1}\sin x^{2})^{2}\end{bmatrix}}={\begin{bmatrix}1&0&0\\0&r^{2}&0\\0&0&r^{2}\sin ^{2}\theta \end{bmatrix}}}
{\displaystyle L=\int _{a}^{b}{\sqrt {g_{11}{\text{d}}x^{1}{\text{d}}x^{1}+g_{22}{\text{d}}x^{2}{\text{d}}x^{2}+g_{33}{\text{d}}x^{3}{\text{d}}x^{3}}}}
{\displaystyle L=\int _{a}^{b}{\sqrt {({\text{d}}r)^{2}+r^{2}({\text{d}}\theta )^{2}+r^{2}\sin ^{2}\theta ({\text{d}}\phi )^{2}}}}

## Ejemplos de métricas no euclídeas
Todos los ejemplos anteriores están asociados a métricas euclídeas, caracterizadas por el hecho de que el tensor de curvatura se anula idénticamente en todos los puntos.

### Métricas no euclídeas en geometría
Sobre una esfera de radio R, parametrizada por el ángulo polar y el ángulo azimutal (θ, φ) se suele considerar el tensor métrico inducido por la distancia euclídea del espacio tridimensional que contiene a la esfera:

{\displaystyle G={\begin{bmatrix}R^{2}&0\\0&R^{2}\sin ^{2}\theta \end{bmatrix}}}

Puede probarse que mediante ninguna transformación posible de coordenadas el tensor métrico en esas coordenadas será igual al tensor métrico del espacio euclídeo bidimensional, lo cual evidencia que ese tensor representa una geometría no euclídea (además su curvatura escalar es precisamente 1/R). Puede probarse que dada una curva sobre dicha esfera {\displaystyle \scriptstyle (\theta (t),\phi (t))}, su longitud viene dada:

{\displaystyle L_{C}=\int _{A}^{B}{\sqrt {R^{2}{\dot {\theta }}^{2}+(R^{2}\sin ^{2}\theta ){\dot {\phi }}^{2}}}\ {\text{d}}t=R\int _{t_{A}}^{t_{B}}{\sqrt {{\dot {\theta }}^{2}+{\dot {\phi }}^{2}\sin ^{2}\theta }}\ {\text{d}}t}

Además sucede que fijados dos puntos sobre la esfera la curva de distancia mínima entre dos puntos, es además una curva con curvatura mínima. La curva de longitud mínima entre dos puntos de una esfera puede obtenerse buscando la intersección de un plano que contenga a los dos puntos y al centro de la esfera, entonces la interasección entre dicho plano y la esfera es un círculo máximo, y por tanto con radio máximo R (y, por tanto, de curvatura 1/R mínima). 
Una curva de curvatura mínima o longitud mínima en una variedad riemanniana se denomina geodésica. Y en una esfera pensada como variedad riemanniana los círculos máximos son curvas geodésicas.

### Métricas no euclídeas en física
De acuerdo con la teoría de la relatividad general en presencia de materia, la geometría del espacio-tiempo no es plana, es decir, está caracterizada por un tensor de curvatura que no es idénticamente nulo en todos los puntos de la variedad. Este tensor de curvatura puede ser relacionado con tensor de energía-impulso que representa el contenido material del modelo de universo que se esté analizando. Algunos ejemplos de tensores métricos no euclídeos procedentes de la teoría relatividad general que se usan como modelos de universo son:
- Métrica de Schwarzschild, que representa la geometría del espacio-tiempo alrededor de un cuerpo esférico aislado y estático (que no gira alrededor de sí mismo).
- Métrica de Friedman-Lemaître-Robertson-Walker, que se cree da una buena aproximación de la estructura del universo en expansión a grandes escalas.

Por ejemplo a grandes rasgos la métrica solar lejos de los planetas, satélites y otras concentraciones de materia puede considerarse como un ejemplo bastante aproximado de métrica de Schwarzschild, siendo sus componentes (en las coordenadas cuasi-esféricas de Schwarzschild centradas en el sol: {\displaystyle \scriptstyle (u^{0},u^{1},u^{2},u^{3})=(t,r,\theta ,\varphi )}):

{\displaystyle G={\begin{bmatrix}-c^{2}\left(1-{\dfrac {2GM}{c^{2}r}}\right)&0&0&0\\0&\left(1-{\dfrac {2GM}{c^{2}r}}\right)^{-1}&0&0\\0&0&r^{2}&0\\0&0&0&r^{2}\sin ^{2}\theta \end{bmatrix}}}

Obsérvese la submatriz de 3x3 que se refiere a las coordenadas espaciales es similar a una métrica esférica difiriendo sólo en el término {\displaystyle \scriptstyle g_{22}\neq 1}. En coordenadas esféricas {\displaystyle \scriptstyle g_{22}=1} y la métrica resulta plana y por tanto representa un espacio euclídeo, sin embargo, en la métrica de Schwarzschild los términos {\displaystyle \scriptstyle g_{11},g_{22}} caracterizan la curvatura del espacio-tiempo por culpa del campo gravitatorio del sol.
Por otro lado, la métrica de Friedman-Lemaître-Robertson-Walker se considera que podría ser un modelo adecuado del universo a escalas bastante más grandes que la de una galaxia. En el sistema comóvil pseudo-esférico {\displaystyle \scriptstyle (u^{0},u^{1},u^{2},u^{3})=(t,r,\theta ,\varphi )} esta métrica resulta ser:

{\displaystyle G={\begin{bmatrix}-c^{2}&0&0&0\\0&a^{2}(t){\dfrac {1}{1-kr^{2}}}&0&0\\0&0&a^{2}(t)r^{2}&0\\0&0&0&a^{2}(t)r^{2}\sin ^{2}\theta \end{bmatrix}}}

Para {\displaystyle \scriptstyle k\leq 0} resulta un universo abierto que se expande sin límite, mientras que para {\displaystyle \scriptstyle k>0} la métrica anterior describe un universo cerrado y finito que, en ausencia de energía oscura, tras expandirse hasta un máximo recolapsa sobre sí mismo dando lugar al big crunch. Si hay una cantidad importante de energía oscura, un universo con {\displaystyle \scriptstyle k>0} sigue siendo cerrado y finito, pero en él la expansión no se detiene.